# Division Nationale (1935/1936)
4. edycja najwyższych w hierarchii piłkarskich rozgrywek ligowych we Francji, mających na celu wyłonienie mistrza tego kraju za sezon 1935/36. RC Paris wygrało sezon 1935/36 Division 1 z 44 punktami. 

## Kluby występujące w sezonie 1935/36
| - Olympique Alès - FC Antibes - AS Cannes - SC Fives - Olympique Lillois - Olympique Marsylia - FC Metz - FC Mulhouse |  | - RC Paris - Red Star Olympique - Stade Rennais - Excelsior Roubaix - FC Sète - FC Sochaux Montbéliard - RC Strasbourg - US Valenciennes-Anzin |

## Tabela końcowa
| Miejsce | Klub                   | Pkt | M  | Z  | R  | P  | G+ | G- | +/- |  | Komentarz                                |
| ------- | ---------------------- | --- | -- | -- | -- | -- | -- | -- | --- |  | ---------------------------------------- |
| 1       | RC Paris               | 44  | 30 | 20 | 4  | 6  | 81 | 45 | +36 |  | Mistrz Francji Zwycięzca Coupe de France |
| 2       | Olympique Lillois      | 41  | 30 | 17 | 7  | 6  | 62 | 32 | +30 |  |                                          |
| 3       | RC Strasbourg          | 39  | 30 | 18 | 3  | 9  | 67 | 37 | +30 |  |                                          |
| 4       | FC Sochaux Montbéliard | 35  | 30 | 12 | 11 | 7  | 81 | 38 | +43 |  |                                          |
| 5       | AS Cannes              | 35  | 30 | 15 | 5  | 10 | 53 | 46 | +7  |  |                                          |
| 6       | Olympique Marsylia     | 33  | 30 | 14 | 5  | 11 | 61 | 55 | +6  |  |                                          |
| 7       | FC Sète                | 32  | 30 | 14 | 4  | 12 | 49 | 48 | +1  |  |                                          |
| 8       | SC Fives               | 31  | 30 | 14 | 3  | 13 | 51 | 41 | +10 |  |                                          |
| 9       | Excelsior Roubaix      | 31  | 30 | 13 | 5  | 12 | 65 | 56 | +9  |  |                                          |
| 10      | Stade Rennais          | 28  | 30 | 10 | 8  | 12 | 44 | 62 | -18 |  |                                          |
| 11      | CS Metz                | 27  | 30 | 12 | 3  | 15 | 54 | 69 | -15 |  |                                          |
| 12      | FC Antibes             | 25  | 30 | 10 | 5  | 15 | 47 | 68 | -21 |  |                                          |
| 13      | FC Mulhouse            | 22  | 30 | 8  | 6  | 16 | 53 | 89 | -36 |  |                                          |
| 14      | Red Star Olympique     | 19  | 30 | 8  | 3  | 19 | 49 | 68 | -19 |  |                                          |
| 15      | US Valenciennes-Anzin  | 19  | 30 | 7  | 5  | 18 | 57 | 87 | -30 |  | Spadek do Division 2                     |
| 16      | Olympique Alès         | 19  | 30 | 5  | 9  | 16 | 39 | 72 | -33 |  | Spadek do Division 2                     |

## Awans do Division 1
- FC Rouen
- RC Roubaix

## Najlepsi strzelcy
| Miejsce | Piłkarz               | Narodowość           | Klub                   | Gole |
| ------- | --------------------- | -------------------- | ---------------------- | ---- |
| 1       | Roger Courtois        | Francja · Szwajcaria | FC Sochaux Montbéliard | 34   |
| 2       | Oskar Rohr            | Niemcy               | RC Strasbourg          | 28   |
| 3       | Antoine Franceschetti | Francja              | AS Cannes              | 23   |
| -       | René Couard           | Francja              | RC Paris               | 23   |
| 5       | Frederick Kennedy     | Anglia               | RC Paris               | 19   |